# Takács Albert
Takács Albert (Kecskemét, 1955. március 17. –) magyar jogász, 2001 és 2007 között az állampolgári jogok országgyűlési biztosának általános helyettese, 2007 és 2008 között igazságügyi és rendészeti miniszter.

## Tanulmányai
1974-ben vették fel a szegedi József Attila Tudományegyetem Jogtudományi Karára, ahol 1979-ben szerzett jogi doktorátust. Később az Eötvös Loránd Tudományegyetem Bölcsészettudományi Karon hallgatott szociológiát. Diplomát itt 1985-ben szerzett.

## Jogászi pályafutása
Jogi diplomájának megszerzése után egy évig a Magyar Tudományos Akadémia Állam- és Jogtudományi Intézetének munkatársa volt, majd 1980-ban a Nehézipari Műszaki Egyetem Jogtudományi Karának tanársegéde lett. 1985-ben tért vissza az MTA-hoz, ahol 1990-ig dolgozott. Eközben 1986 és 1987 között a Minisztertanács titkárságán dolgozott.
1990-ben az Államigazgatási Főiskola tanszékvezető főiskolai tanárává nevezték ki. 1997 és 1999 között a Népjóléti, ill. annak jogutódjában, az Egészségügyi Minisztériumban dolgozott. Később visszatért a Miskolci Egyetemre, ahol egyetemi docens lett.
1993-ban az állam- és jogtudományok kandidátusa tudományos minősítést kapott. Kutatási területe az alkotmányosság és az alkotmánybíráskodás kapcsolata, a természetjogi gondolkodás és a közigazgatási funkciók és feladatok.
2015-től a Szegedi Tudományegyetem Állam- és Jogtudományi Karán a Közigazgatási Jogi Tanszékén tanszékvezető egyetemi docens.

## Közéleti pályafutása
1989-ben tagja volt az első Országos Választási Bizottságnak. 2001-ben a Fővárosi Választási Bizottság elnökévé választották. Ugyanebben az évben az Országgyűlés megválasztotta az állampolgári jogok országgyűlési biztosának általános helyettesévé. Ezt a beosztást – Lenkovics Barnabás munkatársaként – 2007-ig töltötte be.
2007. június 1-jei hatállyal nevezték ki Petrétei József utódjaként igazságügyi és rendészeti miniszterré, de 2008. február 16-án leváltották, helyére Draskovics Tibor addigi közigazgatási reformokért felelős tárca nélküli miniszter került.

## Főbb művei
- Szociális-kulturális igazgatás. A kultúra igazgatása. Jegyzet; Államigazgatási Főiskola, Bp., 1994
- A közigazgatás alapintézményei. A közigazgatás funkciói, feladatai és tevékenységfajtái. Jegyzet; 2. átdolg. kiad.; Államigazgatási Főiskola, Bp., 1996
- Lőrincz Lajos–Takács Albert: A közigazgatás-tudomány alapjai; 2. bőv., átdolg. kiad.; Rejtjel, Bp., 2001
- Lapsánszky András–Patyi András–Takács Albert: A közigazgatás szervezete és szervezeti joga; Dialóg Campus, Bp., 2017 (Institutiones administrationis)